# Ост, Якоб ван
Якоб ван Ост старший (нидерл. Jacob I van Oost; 1 июля 1603, Брюгге — 1 или 3 марта 1671, там же) — фламандский живописец.

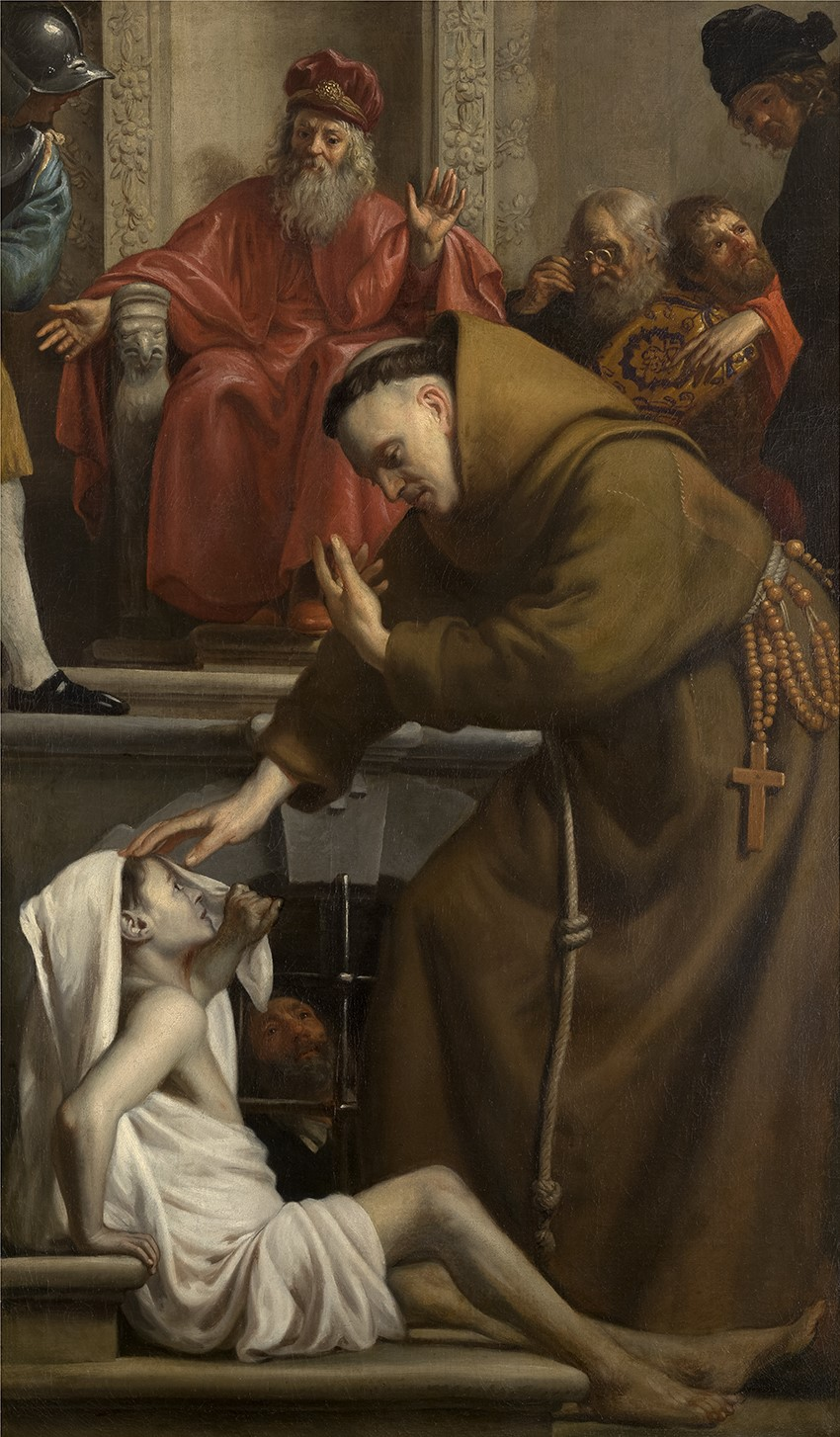
«Святой Антоний воскрешает мертвеца». Между 1640 и 1650 гг. Музей Грунинге, Брюгге.

## Биография

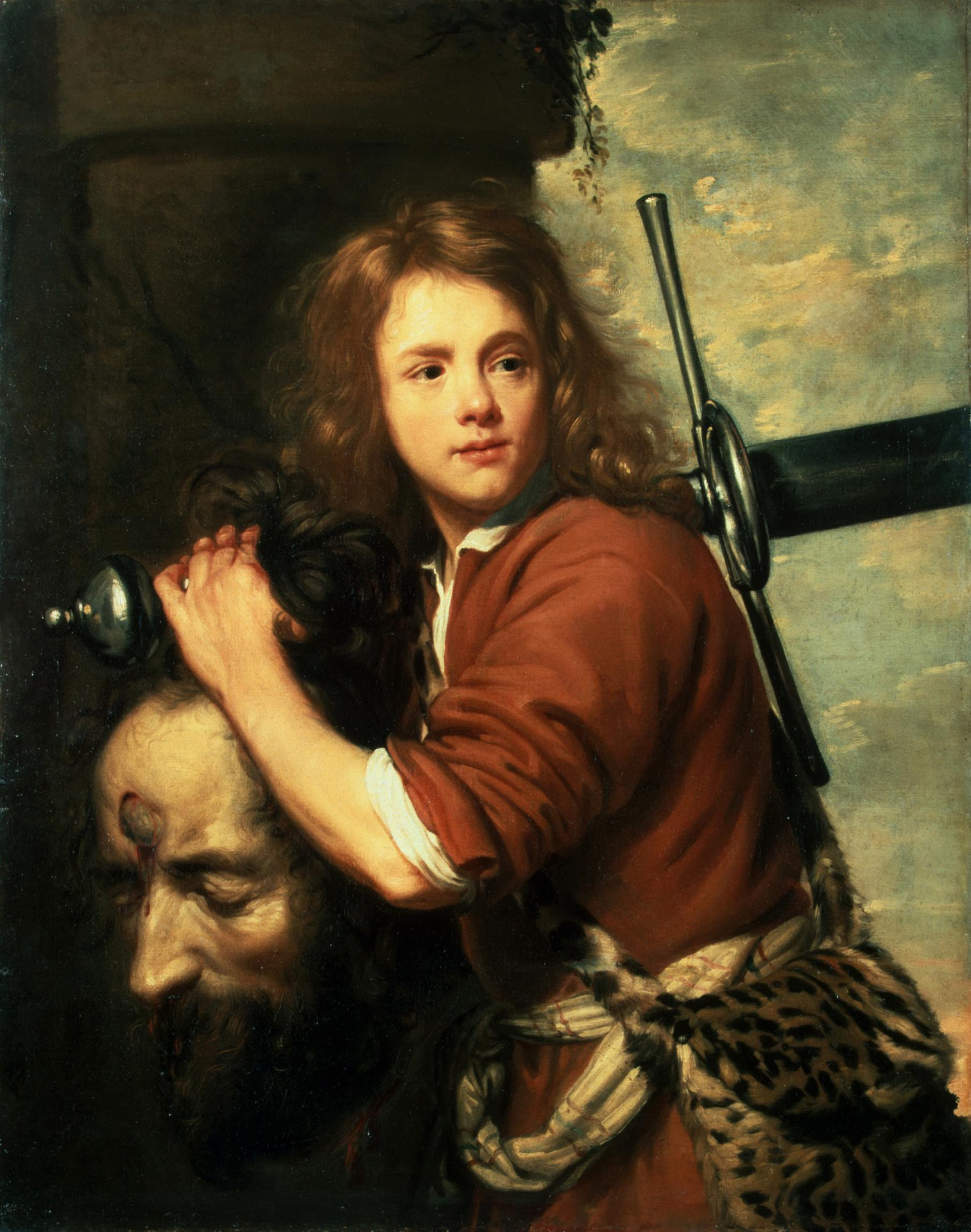
«Давид с головой Голиафа», 1643 г. Государственный Эрмитаж, Санкт-Петербург

Якоб ван Ост родился в 1603 году в Брюгге в зажиточной семье.
Учился живописи у своего брата Франса ван Оста.
В 1621 году вступил в профессиональное объединение художников — Гильдия святого Луки.
В 1621—1628 годах находился в Италии, предположительно учился у Аннибале Карраччи.
В 1628 году возвращается в Брюгге и 13 октября 1629 года назначен руководителем местного отделения Гильдии святого Луки.
В 1630 году женился на Жакемине Ван Овердилле, которая умерла вскоре после рождения их сына Мартена.
В 1632—1633 годах реставрировал знаменитую картину Яна ван Эйка Мадонна каноника ван дер Пале.
В 1633 году женился на Марии ван Толленере, которая родила ему шестерых детей, среди которых Якоб ван Ост Младший и Виллем ван Ост, которые стали известными художниками.
С 1950-х годов и до смерти — официальный художник города Брюгге.
Умер весной 1671 года в Брюгге.
Среди учеников ван Оста его сыновья Якоб и Виллем, Ян ван Мейнинксхове, Будевейн Боде и др.

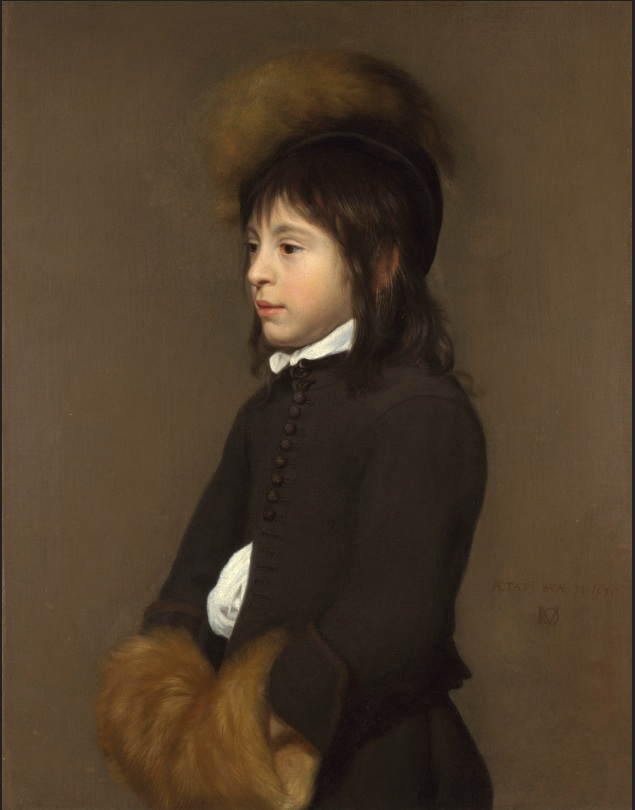
Портрет 11-летнего мальчика, 1650. Лондонская национальная галерея

## Творчество

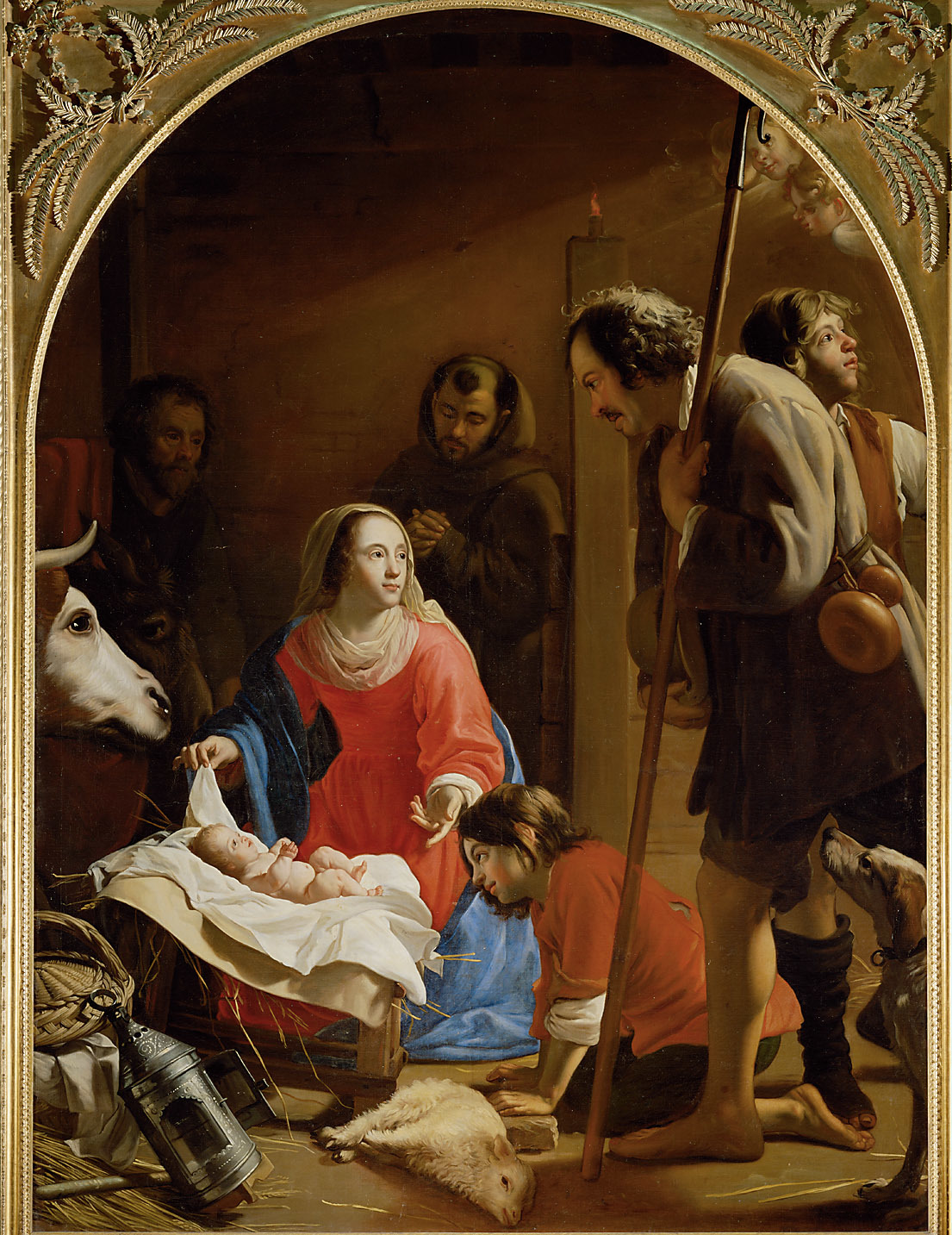
«Поклонение пастухов». Музей истории искусств, Вена

Творческое наследие художника довольно обширно: картины на религиозный, исторический и бытовой сюжеты, многочисленные портреты современников. Сюжетные полотна Якоба ван Оста отличают монументальность, безупречная композиция и выразительность. Отдельной вехой в его искусстве идет портретная живопись, где художник показывает высокий профессионализм и передачу характера образа. Портреты кисти ван Оста высоко ценятся в среде искусствоведов и музейного сообщества, многие из них являются достоянием различных именитых коллекций (Лувр, Лондонская национальная галерея, Эрмитаж и др.).
В искусстве молодого ван Оста заметно влияние Караваджо и Манфреди, творчество которых он, вероятно, изучал в Риме, например картина «Карточные игроки». Зрелые работы художника отличаются монументальностью и классичностью композиций. После 1650-х годов его работы начали демонстрировать большую эмоциональность, использование драматических пространственных эффектов и палитру ближе к венецианскому искусству.
Произведения художника находятся в собраниях Лувра, Эрмитажа, Лондонской национальной галереи, Музея истории искусств в Вене, ГМИИ им. А. С. Пушкина, Музея Грунинге в Брюгге, Музее изобразительных искусств Сан-Франциско, Королевском музее изящных искусств Бельгии и др. Большинство религиозной живописи хранится в церквях Брюгге, например 13 его полотен украшают собор Святого Сальватора.

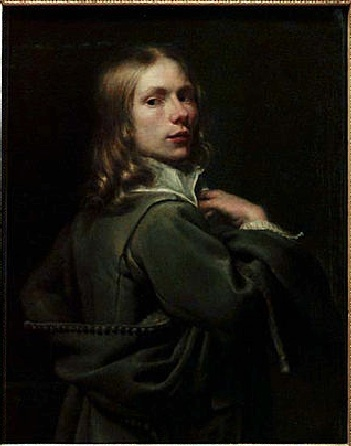
«Портрет молодого человека». Лувр, Париж